# Saltério de Rhygyfarch
Saltério de Rygyfarch é um saltério iluminado do século XI, de origem Galesa e estilo insular, refletindo influência viquingue. Suas 159 páginas foram escritas em velino e hoje se encontram no Trinity College, em Dublin.

## História
O Salmo foi apresentado, entre 1064 e 1082 por um amanuense chamado Itael para seu irmão, Rhygyfarch, que era residente da escola da Catedral de São David. Seu pai, Sulieno, quem viria a se tornar, em 1072, bispo de São David, havia estudado na Irlanda por 13 anos, o que poderia explicar a grande influência irlandesa contemporânea na decoração do manuscrito.

## Estilo
É possível que Rhygyfarch tenha escrito por conta própria algumas seções do manuscrito, já que a caligrafia não é a mesma em diferentes partes do texto. Porém, alguns autores, como Hugh Jackson Lawlor, defendem o contrário, afirmando de Rhygyfarch não trabalhou no manuscrito. As grandes iniciais nas linhas iniciais das páginas do manuscrito são típicas de outros manuscritos iluminados da época, com o colorido celta entrelaçado com animais. Os desenhos, embora limitados em variedade, são altamente considerados pelos estudiosos de manuscritos iluminados.